# Onthophagus quadrispinosus
Onthophagus quadrispinosus är en skalbaggsart som beskrevs av D'orbigny 1908. Onthophagus quadrispinosus ingår i släktet Onthophagus och familjen bladhorningar. Inga underarter finns listade i Catalogue of Life.